# Katerina Maleeva
Katerina Maleeva (uitspr. Maleëva of Malejeva) (Bulgaars: Катерина Георгиева Малеева) (Sofia, 7 mei 1969) is een voormalig professioneel tennisspeelster uit Bulgarije. Zij komt uit een tennisfamilie. Ook haar oudere zus Manuela en haar jongere zus Magdalena waren topspeelsters in het tennis. Haar moeder Julia Berberian was een professioneel tennisspeelster voor Bulgarije in de jaren zestig. Zij trainde haar drie dochters.
Maleeva speelde in de periode van 1984 tot en met 1995 bijna jaarlijks in het Bulgaarse team voor de Fed Cup zowel in het enkel- als in het dubbelspel; in het enkelspel bereikte ze de beste resultaten: ze won twintig van haar 29 partijen.

## Loopbaan

### Enkelspel
In 1984 debuteerde Katerina Maleeva op het ITF-toernooi van San Antonio in de Verenigde Staten. Reeds datzelfde jaar won ze haar eerste (en enige) ITF-titel, op het toernooi van Lyon (Frankrijk) – in de finale versloeg ze de Argentijnse Mercedes Paz. Maleeva schakelde al snel over naar het WTA-circuit – in oktober 1984 beleefde ze haar WTA-debuut op het gloednieuwe European Indoors-toernooi in Zürich; ze bereikte er de kwartfinale. In 1985 stond ze voor het eerst in een WTA-finale, op het toernooi van Seabrook Island – ze won de eindstrijd van de Roemeense Virginia Ruzici. Gedurende haar loopbaan speelde ze twintig keer een WTA-finale, waarvan ze er elf won.
Haar beste grandslamresultaat is het bereiken van de kwartfinale, op alle vier grandslamtoernooien. In 1988 nam ze deel aan de Olympische spelen in Seoel – ze bereikte er de derde ronde, waarin ze verloor van de Amerikaanse Pam Shriver. Ook in 1992 (Barcelona) nam ze deel. Haar hoogste positie op de WTA-ranglijst is de zesde plaats, die ze bereikte in juli 1990. In de herfst van 1996 speelde ze haar laatste toernooi.

### Dubbelspel
Ook in het dubbelspel debuteerde Katerina Maleeva in 1984, op het ITF-toernooi van Monviso, samen met de Joegoslavische Renata Šašak. Het jaar erop won ze haar eerste (en enige) ITF-titel, samen met haar oudere zus Manuela. Inmiddels had ze haar WTA-debuut al in december 1984 gehad, samen met zus Manuela op de Pan Pacific in Tokio; ze bereikten er de halve finale. Haar eerste WTA-titel won ze in de zomer van 1985, op het gravel van Indianapolis, alweer samen met zus Manuela. In 1992 won ze nog een tweede WTA-titel, in Essen, samen met de Duitse Barbara Rittner.
Haar beste grandslamresultaat is het bereiken van de finale van de US Open 1994, samen met de Amerikaanse Robin White. Ze verloren van Jana Novotná en Arantxa Sánchez Vicario. Ze nam twee keer deel aan de Olympische spelen, in 1988 (Seoel) met haar oudere zus Manuela, en in 1996 (Atlanta) met haar jongere zus Magdalena. Haar hoogste positie op de WTA-ranglijst is de 24e plaats, die ze bereikte in september 1994. Na Atlanta speelde ze in de herfst van 1996 nog één partij, op het WTA-toernooi van Moskou, samen met de Zwitserse Patty Schnyder.

## Posities op deWTA-ranglijst enkelspel
Positie per einde seizoen:
| jaartal | rank |  | jaartal | rank |
| ------- | ---- |  | ------- | ---- |
| 1996    | 231  |  | 1989    | 15   |
| 1995    | 278  |  | 1988    | 11   |
| 1994    | 36   |  | 1987    | 13   |
| 1993    | 22   |  | 1986    | 29   |
| 1992    | 16   |  | 1985    | 28   |
| 1991    | 11   |  | 1984    | 93   |
| 1990    | 6    |  |         |      |

## Palmares

### WTA-finaleplaatsen enkelspel
| nr.              | datum      | toernooi            | ondergrond    | tegenstandster          | score          |
| ---------------- | ---------- | ------------------- | ------------- | ----------------------- | -------------- |
| Gewonnen finales |            |                     |               |                         |                |
| 1.               | 1985-04-07 | WTA Seabrook Island | gravel        | Virginia Ruzici         | 6-3, 6-3       |
| 2.               | 1985-11-11 | WTA Hilversum       | tapijt (i)    | Carina Karlsson         | 6-3, 6-2       |
| 3.               | 1987-04-19 | WTA Japan (Tokio)   | hardcourt     | Barbara Gerken          | 6-2, 6-3       |
| 4.               | 1987-10-11 | WTA Athene          | gravel        | Julie Halard            | 6-0, 6-1       |
| 5.               | 1988-10-30 | WTA Indianapolis    | hardcourt (i) | Zina Garrison           | 6-3, 2-6, 6-2  |
| 6.               | 1989-07-30 | WTA Båstad          | gravel        | Sabine Hack             | 6-1, 6-3       |
| 7.               | 1989-10-22 | WTA Bayonne         | hardcourt (i) | Conchita Martínez       | 6-2, 6-2       |
| 8.               | 1989-11-05 | WTA Indianapolis    | hardcourt (i) | Raffaella Reggi         | 6-4, 6-4       |
| 9.               | 1990-04-01 | WTA Houston         | gravel        | Arantxa Sánchez Vicario | 6-1, 1-6, 6-4  |
| 10.              | 1991-11-16 | WTA Indianapolis    | hardcourt (i) | Audra Keller            | 7-61, 6-2      |
| 11.              | 1994-11-06 | WTA Québec          | tapijt (i)    | Brenda Schultz          | 6-3, 6-3       |
| Verloren finales |            |                     |               |                         |                |
| 1.               | 1985-04-28 | WTA Orlando         | gravel        | Martina Navrátilová     | 1-6, 0-6       |
| 2.               | 1988-03-05 | WTA San Antonio     | hardcourt     | Steffi Graf             | 4-6, 1-6       |
| 3.               | 1988-07-31 | WTA Hamburg         | gravel        | Steffi Graf             | 4-6, 2-6       |
| 4.               | 1989-08-06 | WTA Sofia           | gravel        | Isabel Cueto            | 2-6, 63-7      |
| 5.               | 1990-04-22 | WTA Tampa           | gravel        | Monica Seles            | 1-6, 0-6       |
| 6.               | 1990-08-05 | WTA Montreal        | hardcourt     | Steffi Graf             | 1-6, 7-68, 3-6 |
| 7.               | 1991-08-11 | WTA Toronto         | hardcourt     | Jennifer Capriati       | 2-6, 3-6       |
| 8.               | 1991-08-24 | WTA Washington      | hardcourt     | Arantxa Sánchez Vicario | 2-6, 5-7       |
| 9.               | 1993-11-07 | WTA Québec          | tapijt (i)    | Nathalie Tauziat        | 4-6, 1-6       |

### WTA-finaleplaatsen vrouwendubbelspel
| nr.              | datum      | toernooi         | ondergrond | partner          | tegenstandsters                      | score          |
| ---------------- | ---------- | ---------------- | ---------- | ---------------- | ------------------------------------ | -------------- |
| Gewonnen finales |            |                  |            |                  |                                      |                |
| 1.               | 1985-07-27 | WTA Indianapolis | gravel     | Manuela Maleeva  | Penny Barg Paula Smith               | 3-6, 6-3, 6-4  |
| 2.               | 1992-02-09 | WTA Essen        | tapijt (i) | Barbara Rittner  | Sabine Appelmans Claudia Porwik      | 7-5, 6-3       |
| Verloren finales |            |                  |            |                  |                                      |                |
| 1.               | 1986-09-14 | WTA Tokio        | tapijt (i) | Manuela Maleeva  | Bettina Bunge Steffi Graf            | 1-6, 7-67, 2-6 |
| 2.               | 1987-09-20 | WTA Tokio        | tapijt (i) | Manuela Maleeva  | Anne White Robin White               | 1-6, 2-6       |
| 3.               | 1988-07-17 | WTA Brussel      | gravel     | Raffaella Reggi  | Mercedes Paz Tine Scheuer-Larsen     | 63-7, 1-6      |
| 4.               | 1988-08-14 | WTA Sofia        | hardcourt  | Sabrina Goleš    | Conchita Martínez Barbara Paulus     | 6-1, 1-6, 4-6  |
| 5.               | 1989-07-30 | WTA Båstad       | gravel     | Sabrina Goleš    | Mercedes Paz Tine Scheuer-Larsen     | 2-6, 5-7       |
| 6.               | 1992-05-10 | WTA Rome         | gravel     | Barbara Rittner  | Monica Seles Helena Suková           | 1-6, 2-6       |
| 7.               | 1993-11-07 | WTA Québec       | tapijt (i) | Nathalie Tauziat | Katrina Adams Manon Bollegraf        | 4-6, 4-6       |
| 8.               | 1994-09-11 | US Open          | hardcourt  | Robin White      | Jana Novotná Arantxa Sánchez Vicario | 3-6, 3-6       |

## Prestatietabel
| Legenda | Legenda                          |
| ------- | -------------------------------- |
| g.t.    | geen toernooi gehouden           |
| l.c.    | lagere categorie                 |
| –       | niet deelgenomen                 |
| G       | uitgeschakeld in de groepsfase   |
| 1R      | uitgeschakeld in de eerste ronde |
| 2R      | uitgeschakeld in de tweede ronde |
| 3R      | uitgeschakeld in de derde ronde  |
| 4R      | uitgeschakeld in de vierde ronde |
| KF      | uitgeschakeld in de kwartfinale  |
| HF      | uitgeschakeld in de halve finale |
| F       | de finale verloren               |
| W       | het toernooi gewonnen            |
| w-v     | winst/verlies-balans             |

### Grand slam, enkelspel
| Toernooi        | 1985 | 1986 | 1987 | 1988 | 1989 | 1990 | 1991 | 1992 | 1993 | 1994 | 1995 |
| --------------- | ---- | ---- | ---- | ---- | ---- | ---- | ---- | ---- | ---- | ---- | ---- |
| Australian Open | 4R   | –    | –    | –    | –    | KF   | KF   | 4R   | 4R   | 1R   | 1R   |
| Roland Garros   | 3R   | 4R   | 4R   | 1R   | 4R   | KF   | 3R   | 2R   | 4R   | 2R   | 1R   |
| Wimbledon       | 1R   | 3R   | 1R   | 4R   | –    | KF   | 4R   | KF   | 1R   | 1R   | 1R   |
| US Open         | 1R   | 3R   | 3R   | KF   | 2R   | 4R   | 3R   | 3R   | KF   | 2R   | –    |

### Grand slam, vrouwendubbelspel
| Toernooi        | 1985 | 1986 | 1987 | 1988 | 1989 | 1990 | 1991 | 1992 | 1993 | 1994 | 1995 | 1996 |
| --------------- | ---- | ---- | ---- | ---- | ---- | ---- | ---- | ---- | ---- | ---- | ---- | ---- |
| Australian Open | 3R   | –    | –    | –    | –    | 3R   | 1R   | 1R   | 3R   | 1R   | 1R   | 1R   |
| Roland Garros   | 2R   | KF   | 1R   | 2R   | 2R   | 2R   | 1R   | 3R   | KF   | 1R   | 1R   | –    |
| Wimbledon       | 1R   | 2R   | 1R   | 3R   | –    | 1R   | 1R   | 3R   | 2R   | 3R   | 2R   | –    |
| US Open         | 2R   | 1R   | 1R   | 1R   | 2R   | –    | 1R   | 1R   | 2R   | F    | –    | –    |

### Grand slam, gemengd dubbelspel
| Toernooi        | 1985 | 1986 |
| --------------- | ---- | ---- |
| Australian Open | –    | –    |
| Roland Garros   | KF   | 2R   |
| Wimbledon       | 1R   | –    |
| US Open         | 1R   | –    |